# Chrostobapta galinaria
Chrostobapta galinaria är en fjärilsart som beskrevs av Swinhoe 1902. Chrostobapta galinaria ingår i släktet Chrostobapta och familjen mätare. Inga underarter finns listade i Catalogue of Life.